# Himantopus leucocephalus
Himantopus leucocephalus là một loài chim trong họ Recurvirostridae.
Loài biển này đã được ghi nhận ở Malaysia, Nhật Bản, Philippines, Brunei, Đảo Giáng Sinh, Indonesia, Palau, Papua New Guinea, Úc và New Zealand.